# Осічка

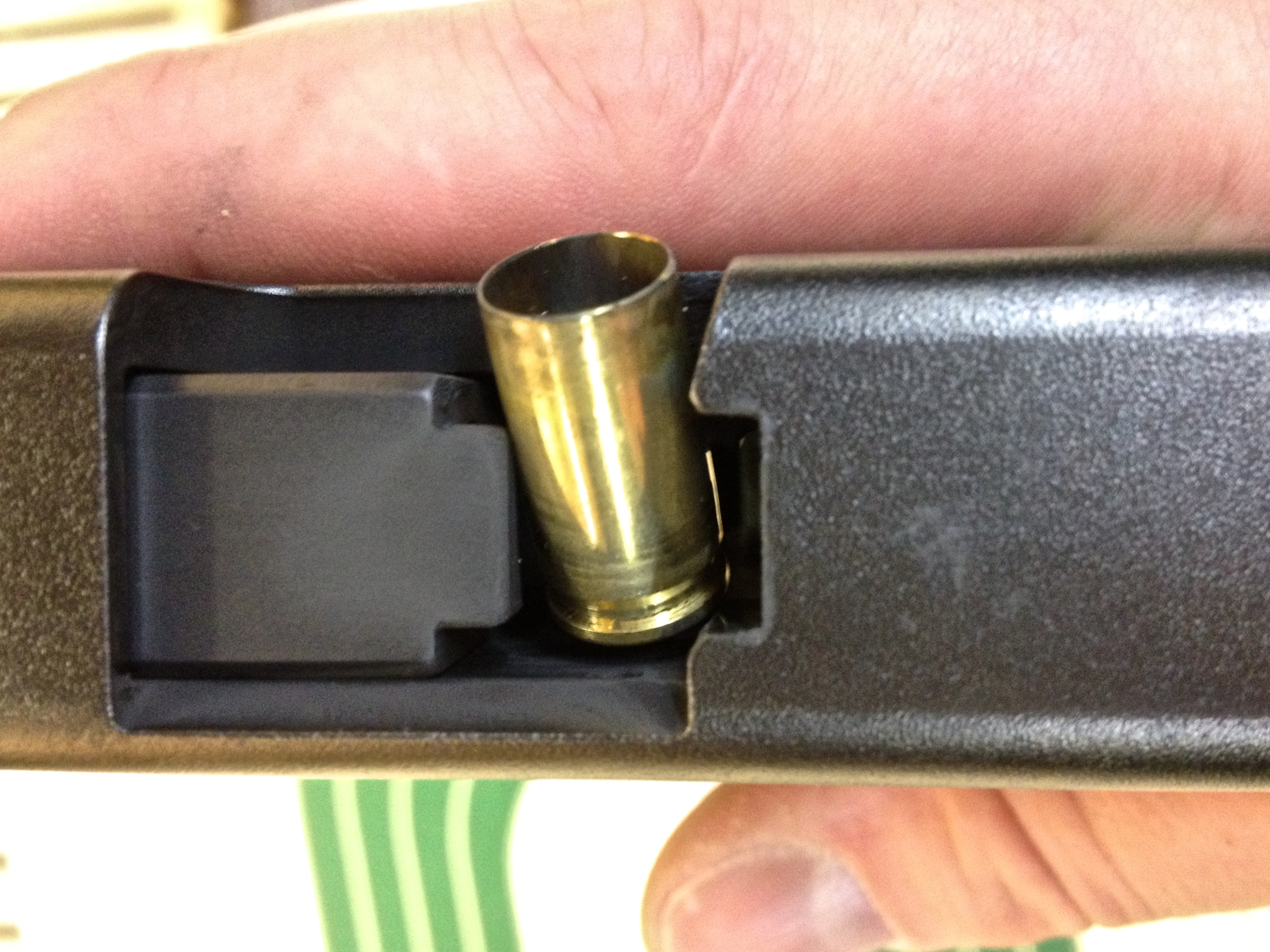
Осічка при екстрактуванні гільзи з напівавтоматичного пістолета

Осічка — явище, яке полягає в тому, що після виконання всього необхідного для займання заряду в зброї (розбивання капсуля в патроні при стрільбі з рушниць і гармат, що стріляють унітарним патроном; займання витяжною трубкою або електричним запалом при стрільбі з гармат) не відбувається пострілу.

## Осічки набоїв

### Розломлення гільзи
Розломлення гільзи може відбутися через зтоншення стінок або зношення сталі. Під час пострілу, гільза розділяється на дві частини у основі. Це не рідко траплялося з латунними гільзами які снаряджали декілька разів.

### Збій
Збій (англ. dud) (осічка) відбувається коли стрілець натискає на спусковий гачок, а метальний заряд у гільзі не запалюється і постріл не відбувається. Такі набої можуть бути небезпечні. Їх необхідно деактивувати і утилізувати належним чином.

### Затяжний постріл
Затяжний постріл — неочікувана затримка між натисканням на спусковий гачок і запалюванням метального заряду. Затяжний постріл може відбутися коли поломка зброї не помітна. Якщо таке сталося, то краще за все спрямувати зброю вниз або у безпечному напрямку на час від 30 до 60 секунд, потім вийняти і безпечно утилізувати боєприпас (який тепер переходить до розряду збійних, якщо капсуль розбито, якщо ні то проблема у зброї). Причина таких дій полягає у тому, що набій який знаходиться зовні або у відкритій зброї може вибухнути і утворити багато осколків.

### Розрив ствола
Розрив ствола (англ. squib load, squib round, squib, squib fire, insufficient discharge, incomplete discharge) дуже небезпечна осічка яка може статися коли снаряду не вистачає сили яка його штовхає і він застряє у стволі. У випадку з напівавтоматичною або автоматичною зброєю, це може призвести до пострілу добрим снарядом по снаряду який застряг, що може призвести до руйнування зброї, а також несе загрозу оточуючим. Якщо куля застрягла у стволі під час пострілу її в жодному разі не можна вибивати іншим пострілом, бойовим або холостим. До того ж у холостих набоях використовують інший тип пороху, який створює більший тиск. Тому наявність у стволі кулі або іншої перешкоди може викликати розрив ствола.

## Механічні осічки
Механічні осічки (також заїдання) включають у себе збої при подачі або екстрактуванні набоїв; збої у роботі автоматики при стрільбі; а також збої при віддачі та відведенні порохових газів для замикання затвора (велику небезпеку становить неробочий прапорець-«засувка» яка сигналізує, що зброя порожня). У деяких випадках, зайвий набій, заблокований ствол, невдала конструкція та розбовтаний затвор можуть пошкодити приймач, ствол або інші частини зброї.

### Осічка при досиланні набою
Осічка при досиланні відбувається тоді коли затвор не може дослати набій у патронник. Зазвичай це відбувається коли стрілець не вірно тримає зброю.

### Зрив ударника
Зрив ударника відбувається коли ударник рухається за затвором швидше ніж це передбачено. Зазвичай це стається через зношування механізму і може призвести повністю автономної роботи зброї.

### Передчасний постріл
Передчасний постріл може статися через падіння зарядженої зброї, коли набій знаходиться у патроннику.

### Stovepipe
Осічка при екстрактуванні відбувається під час руху затвора як у напівавтоматичній так і у автоматичній зброї яка стріляє з закритого затвора коли порожня гільза застрягла у віконці ежектора. Це може бути через поломку або дефективність ежектора, або якщо стрілець неправильно тримає зброю.

### Подвійне заряджання (Осічка тип 3)
Подвійне заряджання відбувається коли порожня гільза залишається у каморі або повертається у камору після екстракції а затвор досилає другий набій.

## Запобігання
Деякі механічні осічки викликані поганою конструкцією, через що їх не можна запобігти. Деякі осічки можуть статися через погані або неякісні боєприпаси. Багато осічок можна запобігти правильно користуючись зброєю і правильно готуючи її до бою.